# Hiparino de Siracusa
Hiparino (griego: Ἰππαρῖνος; ... - Siracusa, 351 a. C.) fue tirano de Siracusa entre 353 y 351 a. C.
Hiparino era hijo de Dionisio y Aristómaca y hermano Niseo y Dionisio II.
Cuando su padre Dionisio enfermó, Dion, hermano de Aristómaca, se había comprometido a regular la sucesión entre los hijos del tirano, Hiparino, Dionisio II y Niseo. Sin embargo, estos esfuerzos fueron en vano. Después de la muerte de Dionisio en el año 367 a. C., a los treinta años de edad, Dionisio II tomó el poder y un año después, con la ayuda del filósofo Filisto, un partidario fiel del poder despótico, expulsó de la ciudad a su tío Dion y estableció una dictadura brutal como la de su padre.
Con su hermano Dionisio II, Hiparino  se exilió el 357 a. C. después de la llegada al poder de su tío Dion. Se refugió en Lentini, donde (según Polieno) se quedó con muchos otros exiliados. A la muerte de su tío Dion, que se produjo en el año 354 a. C., asesinado por Calipo, general de Dion, Hiparino intentó tomar el poder, pero fracasó.
Polieno (apoyado por Plutarco), dijo que Calipo dirigió una campaña con sus tropas para conquistar Catania e Hiparino aprovechó la oportunidad para tomar el poder en el año 353 a. C. y forzar a Calipo al exilio en Atenas. Según Diodoro, atacó con un gran despliegue de armas la ciudad y obligó a Calipo a exiliarse.
De todos modos, Hiparino cometió los mismos errores que sus predecesores, dando rienda suelta a la despótica tiranía. 
Su tiranía duró menos de dos años. Fue asesinado en el año 351 a. C., dando paso a su hermano Niseo como tirano.
El nombre "Hiparino" nombra a dos políticos siracusanos: el padre de Dion, que fue uno de los colaboradores más cercanos de Dionisio y uno de los aristócratas más influyentes de Siracusa, y un hijo de Dion (también llamado "Areteo"), colaborador de Dionisio II el cual murió joven.

## Enlaces externos

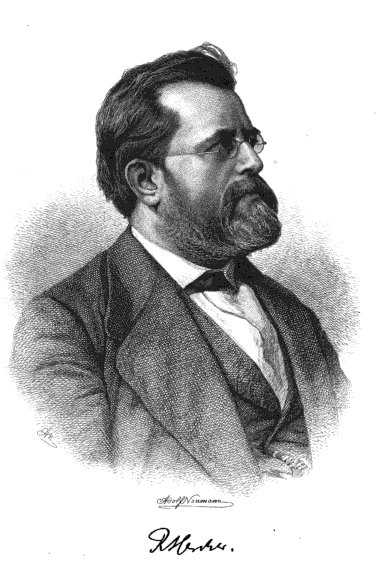
Retrato de Rudolf Hercher empleado en el frontispicio de un libro suyo (ed. 1881) de ensayos sobre Homero.